# Pamětní medaile Vojenského geografického a hydrometeorologického úřadu

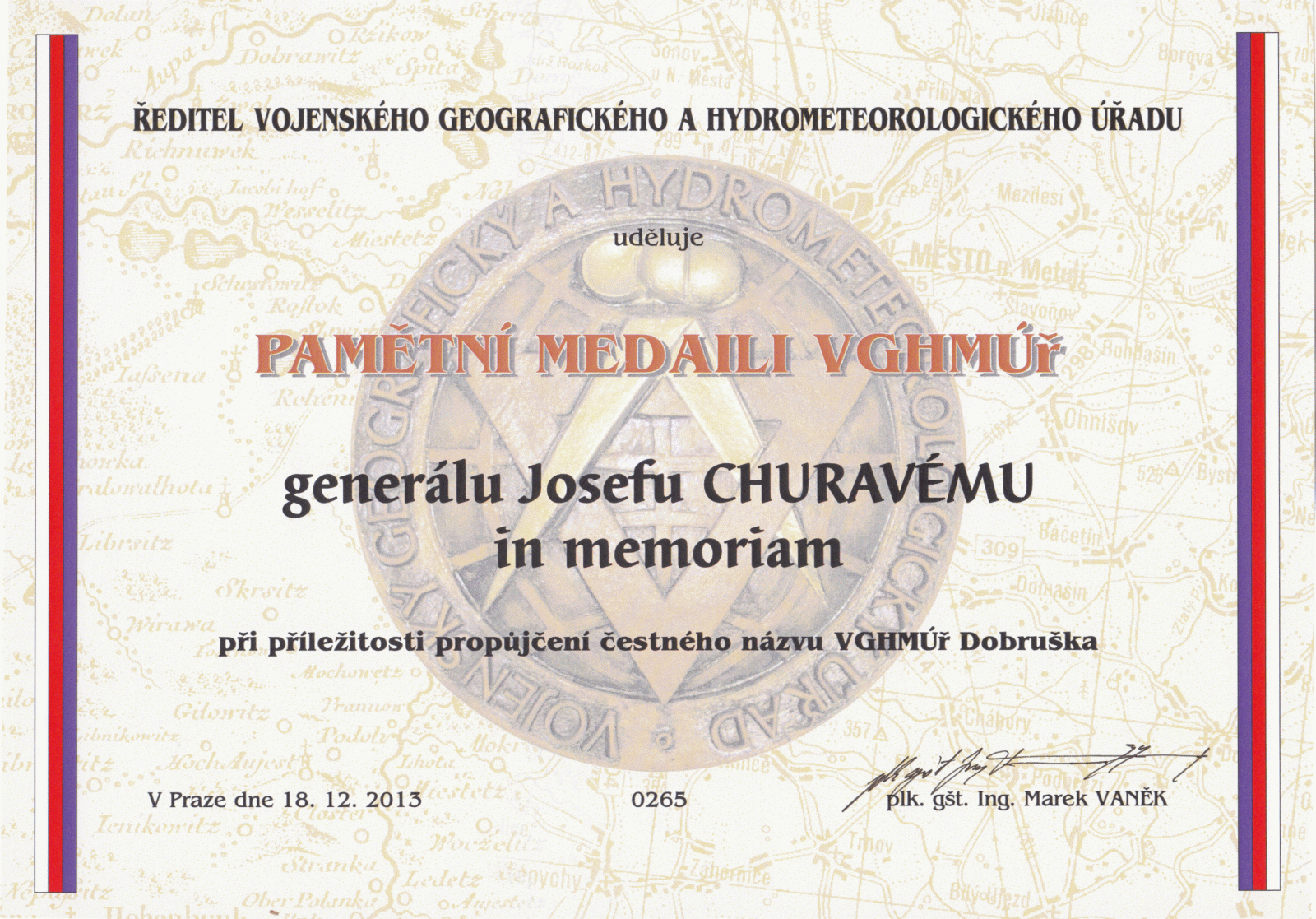
Doprovodná listina k udělení pamětní medaile VGHMÚř

Pamětní medaile Vojenského geografického a hydrometeorologického úřadu byla zřízena při příležitosti 55. výročí existence vojenské geografie. Od roku 2006 ji uděluje Vojenský geografický a hydrometeorologický úřad v Dobrušce za zásluhy o rozvoj vojenské geografie a hydrometeorologie. Výtvarná podoba byla vytvořena a schválena Vojenským historickým ústavem pod čj. 1519/28/2006/DP-1241. Oceněný dostává spolu s pamětní medailí i doprovodnou listinu. Na ní je uvedeno pořadové číslo pamětní medaile shodné s tím, jenž je vyraženo na její rubové straně.